# Nordiska rådets musikpris
Nordiska rådets musikpris delas ut av Nordiska rådet sedan 1965. Från början vartannat år för skapande och utövande tonkonst. Sedan 1990 delas priset ut varje år, vartannat för det skapande musikområdet till verk av en nu levande nordisk kompositör, och vartannat till det utövande musikområdet. Priset är på 350 000 danska kronor.

## Pristagare
- 1965 – Aniara, opera av Karl-Birger Blomdahl, Sverige
- 1968 – Tredje symfonien av Joonas Kokkonen, Finland
- 1970 – Drömmen om Thérése, arenaopera av Lars Johan Werle, Sverige
- 1972 – Eco för sopransolo, blandet kor, orkester av Arne Nordheim, Norge
- 1974 – Gilgamesh, opera av Per Nørgård, Danmark
- 1976 – Koncert for fløjte og orkester av Atli Heimir Sveinsson, Island
- 1978 – Ryttaren, opera av Aulis Sallinen, Finland
- 1980 – Symfoni/Antifoni av Pelle Gudmundsen-Holmgreen, Danmark
- 1982 – Utopia av Åke Hermansson, Sverige
- 1984 – De ur alla minnen fallna, requiem av Sven-David Sandström, Sverige
- 1986 – Poemi for soloviolin och stråkorkester av Hafliði Hallgrímsson, Island
- 1988 – Kraft för symfoniorkester och elektronik av Magnus Lindberg, Finland
- 1990 – Gjennom Prisme för cello, orgel, orkester av Olav Anton Thommessen, Norge
- 1991 – Niels-Henning Ørsted Pedersen, jazzbasist, Danmark
- 1992 – Symfoni nr 1 av Anders Eliasson, Sverige
- 1993 – Mellersta Österbottens kammarorkester, Finland
- 1994 – Det sjungande trädet, opera av Erik Bergman, Finland
- 1995 – Eric Ericson, kördirigent, Sverige
- 1996 – Sterbende Gärten, konsert för violin och orkester av Bent Sørensen, Danmark
- 1997 – Björk Guðmundsdóttir, sångare och tonsättare, Island
- 1998 – Konsert för klarinett och orkester av Rolf Wallin, Norge
- 1999 – Leif Segerstam, dirigent, Finland
- 2000 – Lonh för sopran och elektronik av Kaija Saariaho, Finland
- 2001 – Palle Mikkelborg, trumpetare, Danmark
- 2002 – Symfoni nr 1 Oceanic Days av Sunleif Rasmussen, Färöarna
- 2003 – Mari Boine, sångerska, Norge
- 2004 – Haukur Tómasson, tonsättare, Island
- 2005 – Ensemblen Cikada, Norge
- 2006 –…fetters…, elektroakustiskt stycke av Natasha Barrett, Norge
- 2007 – Eric Ericsons Kammarkör, Sverige
- 2008 – Miki Alone, opera av Peter Bruun, Danmark
- 2009 – Kari Kriikku, klarinettist, Finland
- 2010 – Lasse Thoresen, tonsättare, Norge[1]
- 2011 – Mats Gustafsson, saxofonist, Sverige
- 2012 – Anna S. Þorvaldsdóttir, tonsättare, Island
- 2013 – Pekka Kuusisto, violinist, Finland
- 2014 – Simon Steen-Andersen, tonsättare, Danmark, för verket Black Box Music
- 2015 – Svante Henryson, cellist, Sverige
- 2016 – Hans Abrahamsen, tonsättare, Danmark, för verket Let me tell you
- 2017 – Susanna Mälkki, dirigent, Finland
- 2018 – Nils Henrik Asheim, kompositör, Norge, för verket Muohta[2]
- 2019 – Gyða Valtýsdóttir, multi-instrumentalist, Island
- 2020 – Quarter-tone Piano Concerto av kompositör Sampo Haapamäki, Finland[3]
- 2021 – Eivør Pálsdóttir, musiker, Färöarna[4]
- 2022 – Karin Rehnqvist, kompositör, Sverige, för verket Silent Earth
- 2023  - Musikern Maija Kauhanen, Finland
- 2024  - Kompositören Rune Glerup, Danmark, för violinkonserten Om lys och lethed